# Blinkcomparator

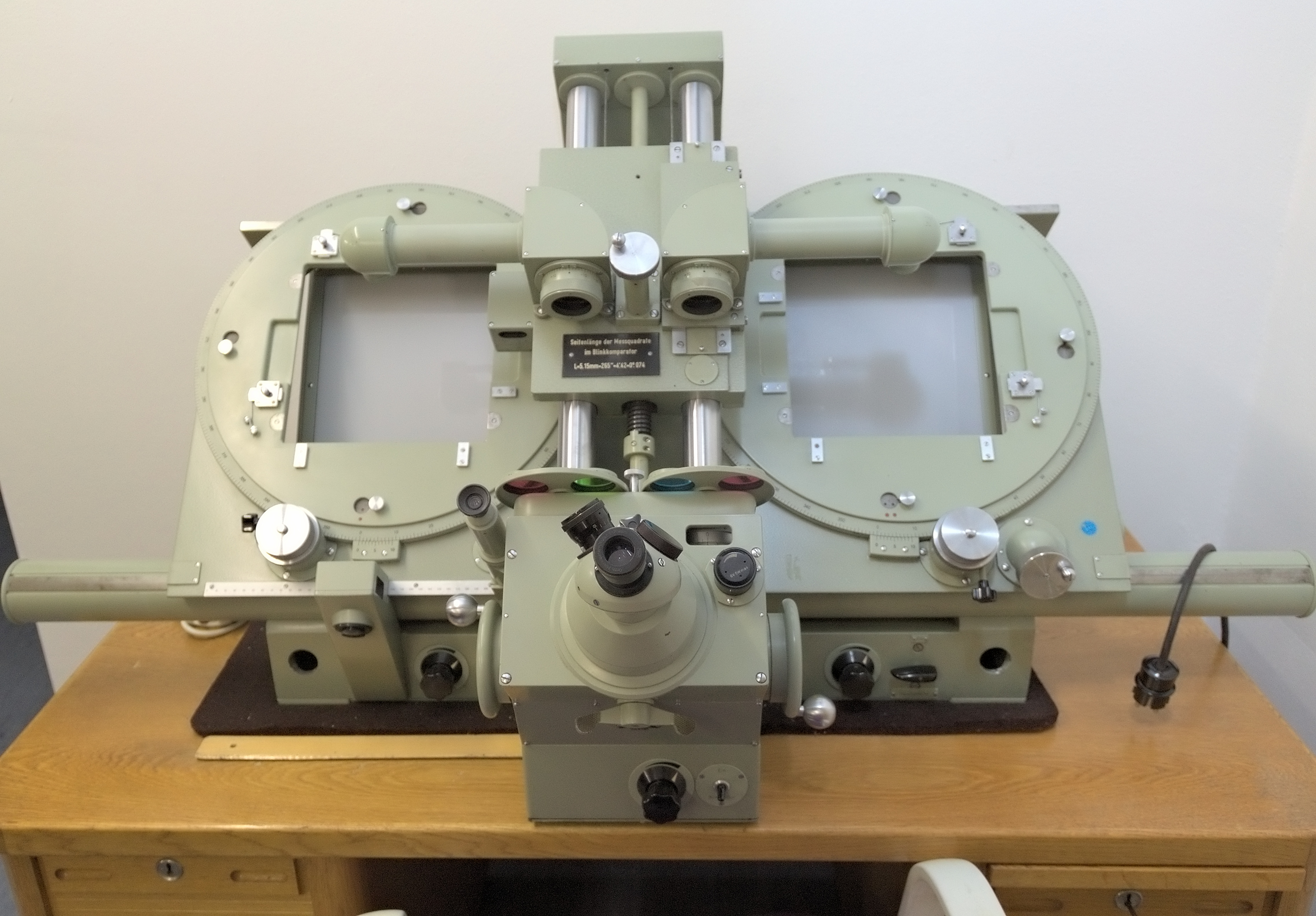
Blinkcomparator

Een planetoide gezien door een blinkcomparator

Een blinkcomparator (ook wel blinkmicroscoop) is een sterrenkundig instrument dat op sterrenwachten gebruikt werd gedurende de eerste helft van de twintigste eeuw.
Het werd in 1900 ontwikkeld door Max Wolf en Carl Pulfrich van Carl Zeiss AG met het doel twee fotografische platen te vergelijken door afwisselend beide platen te zien door een oculair. Zo konden hemellichamen gevonden worden die zich aan de hemel verplaatst hebben of in helderheid veranderd zijn tussen de tijdstippen waarop beide platen genomen zijn. Voorbeelden zijn planetoïden, kometen of veranderlijke sterren. Ook kunnen sterren met grote eigenbeweging gevonden worden door platen te vergelijken.
Een groot aantal objecten is zo sinds het intreden van de astrofotografie ontdekt, waaronder de in 1930 de dwergplaneet Pluto
Dit instrument verschilt van de stereocomparator waarmee twee platen gelijktijdig bekeken worden.
Door het toenemend gebruik van elektronische detektoren zoals het CCD en van computers met software om opnamen automatisch te vergelijken heeft de blinkcomparator in de moderne astronomie zijn betekenis verloren.